# تبهکار (فیلم ۲۰۰۸)
تبهکار (به انگلیسی: Felon) یک فیلم زندان آمریکایی محصول سال ۲۰۰۸ به نویسندگی و کارگردانی ریک رومن وا با بازی استیون درف، وال کیلمر و هارولد پرینو است. این فیلم داستان مرد خانواده‌ای را روایت می‌کند که پس از کشتن یک مزاحم به زندان دولتی می‌رود. داستان بر اساس رویدادهایی است که در دهه ۱۹۹۰ در زندان بدنام زندان ایالتی کالیفرنیا، کورکوران رخ داده‌است. این فیلم در ۱۸ ژوئیه ۲۰۰۸ در ایالات متحده اکران شد.

## داستان
مرد خانواده، «وید پورتر» (استیون درف)، سارقی را در حیاط جلوی خانه‌اش در دفاع از خود با یک ضربه چوب بیس بال به قتل می‌رساند. اما چون سارق مسلح نبوده و به داخل خانه هم وارد نشده محکوم به سه سال حبس می‌شود. در زندان «وید» می‌بایست با کمک دوست جدیدش، «جان اسمیت» (کیلمر)، برای بقا و مقابله با اذیت و آزارهای زندان بانی سادیست (پرینیو) تلاش کند…

## تولید
از ۹ اکتبر تا ۲ نوامبر ۲۰۰۷ در سانتافه، نیومکزیکو در ۲۴ روز فیلمبرداری انجام شد.